# Luxemburg-Rundfahrt 2016
Die 76. Luxemburg-Rundfahrt 2016 war ein luxemburgisches Straßenradrennen. Das Etappenrennen fand vom 1. bis zum 5. Juni 2016 statt. Es gehörte zur UCI Europe Tour 2016  in der Kategorie 2.HC.

## Teilnehmende Mannschaften
| WorldTeams (5)- BMC Racing Team - IAM Cycling - Lotto-Soudal - Orica-GreenEDGE - Tinkoff Professional Continental Teams (7)- Cofidis, Solutions Crédits - Fortuneo-Vital Concept - ONE Pro Cycling - Roompot-Oranje Peloton - Stölting Service Group - Topsport Vlaanderen-Baloise - Wanty-Groupe Gobert Continental Teams (3)- Differdange-Losch - Leopard - Wallonie Bruxelles-Group Protect |
| |

## Etappen
| Etappe    | Datum   | Etappenorte               | type            | Länge (km) | Etappensieger    | Gesamtführender    |
| --------- | ------- | ------------------------- | --------------- | ---------- | ---------------- | ------------------ |
| Prolog    | 1. Jun. | Luxemburg – Luxemburg     | Prolog          | 2,9        | Jempy Drucker    | Jempy Drucker      |
| 1. Etappe | 2. Jun. | Luxemburg – Hesper        | Flachetappe     | 170,6      | André Greipel    | Jempy Drucker      |
| 2. Etappe | 3. Jun. | Rosport – Schifflingen    | Hügelige Etappe | 162,8      | Philippe Gilbert | Maurits Lammertink |
| 3. Etappe | 4. Jun. | Eschweiler – Differdingen | Hügelige Etappe | 177,4      | Anthony Turgis   | Maurits Lammertink |
| 4. Etappe | 5. Jun. | Mersch – Luxemburg        | Hügelige Etappe | 178,2      | Philippe Gilbert | Maurits Lammertink |

## Wertungstrikots
| Etappe         | Etappensieger    | Gesamtwertung      | Punktewertung    | Bergwertung     | Nachwuchswertung   | Teamwertung                |
| -------------- | ---------------- | ------------------ | ---------------- | --------------- | ------------------ | -------------------------- |
| Prolog         | Jempy Drucker    | Jempy Drucker      | nicht vergeben   | nicht vergeben  | Maurits Lammertink | BMC Racing Team            |
| 1              | André Greipel    | Jempy Drucker      | André Greipel    | Thomas Deruette | Maurits Lammertink | BMC Racing Team            |
| 2              | Philippe Gilbert | Maurits Lammertink | Philippe Gilbert | Thomas Deruette | Maurits Lammertink | Orica GreenEdge            |
| 3              | Anthony Turgis   | Maurits Lammertink | Philippe Gilbert | Brice Feillu    | Maurits Lammertink | Cofidis, Solutions Crédits |
| 4              | Philippe Gilbert | Maurits Lammertink | Philippe Gilbert | Brice Feillu    | Maurits Lammertink | Cofidis, Solutions Crédits |
| Wertungssieger | Wertungssieger   | Maurits Lammertink | Philippe Gilbert | Brice Feillu    | Maurits Lammertink | Cofidis, Solutions Crédits |